# Françoise Adret
Françoise Adret   (Versalles, 7 d'agost de 1920 - Chambourcy, 1 d'abril de 2018) fou una ballarina de ballet, professora, coreògrafa i directora de la companyia francesa.
La seva carrera professional, d'àmbit internacional, tot i que centrada a França, va durar més de seixanta anys. Va ser reconeguda com una de les creadores més innovadores de la dansa contemporània a Europa occidental.
Nascuda a Versalles, Adret va començar la seva formació de ball a una edat primerenca. A la dècada de 1930 va estudiar amb els principals professors franco-russos a París, entre ells Victor Gsovsky i Serge Lifar. A finals dels anys quaranta, després de la Segona Guerra Mundial, va tenir una modesta carrera amb el Ballet de l'Òpera de París, fent una aparició notable al "Théâtre des Champs-Élysées" el 1948 en un paper principal en la producció de Le Pas d'Acier de Lifar ("La Steel Step"), un ballet modern sobre els treballadors de la fàbrica soviètica va establir una partitura en l'estil Le mécanique de Prokofiev.
De Lifar, directora del Ballet de l'Òpera de París de 1930-44 i de 1947-58, va aprendre molt sobre l'administració i la direcció de la companyia. Sota el seu guiatge, va fer la seva primera coreografia, titulada La Conjuration ("La conspiració") el 1948. Basada en un poema de René Char, va ser ambientada per la música de Jacques Porte i va tenir una decoració de Georges Braque.
Més tard aquell any, Adret va deixar el Ballet de l'Òpera de París i va convertir-se en mestressa del ballet de París de Roland Petit, i va marxar de gira amb la companyia a Europa occidental. El 1951 va triomfar a Darja Collin com a directora del Ballet de l'Òpera Holandesa a Amsterdam mentre continuava treballant amb la companyia de Petit, augmentant el nivell tècnic dels ballarins en ambdues companyies. Treballant a Amsterdam fins al 1958, també va ampliar el repertori de la companyia holandesa amb ballets clàssics i diversos treballs coreogràfics originals.
El 1960, esdevé amant del ballet del Ballet de l'Òpera de Niça i va romandre amb aquesta companyia fins al 1963, escenificant arranjaments d'òpera i ballets moderns. Després va passar uns quants anys com a coreògrafa convidada internacional, escenificant treballs al "Le Grand Ballet du Marquis de Cuevas" a París, el ballet PACT/TRUK de Johannesburg, el Ballet de l'Òpera de Varsòvia, el Ballet de l'Òpera de Zagreb i el Ballet Harkness de la ciutat de Nova York. Mentre residia a Panamà, va crear el Ballet Nacional de Panamà.
Tornant a França, Adret es va incorporar a Jean-Albert Cartier el 1968 en la creació del "Ballet Théâtre Contemporain", el primer centre coreogràfic nacional, establert a Amiens. Va ser directora coreogràfica del repertori i va crear algunes de les seves obres més notables, incloses Aquathémes i Rèquiem. El 1972, la companyia es va traslladar d'Amiens a Angers i es va iniciar en la seva primera gira per Amèrica del Nord.
Adret va romandre amb el "Ballet Théâtre Contemporain" durant deu anys, fins al 1978, quan va ser subsumit per les activitats del recentment establert "Centre National de Danse Contemporaine". Després va ser nomenada inspectora general per a projectes de dansa al Ministeri de Cultura, càrrec que va conservar fins al 1985, quan va ser convidada per Louis Erlo, director de l'òpera de Lió, per crear una nova companyia de ballet compromesa amb coreògrafs contemporanis. Durant els seus set anys allí, fins al 1992, Adret va posar la companyia al capdavant de la dansa contemporània a França.
A continuació, Adret es va convertir en directora artística i coreògrafa en cap del "Ballet du Nord de Roubaix", on el 1994 va muntar dues noves versions de Symphonie de Psaumes i Le Tricorne. Del 1995 al 1998, l'"Associació Française d'Action Artistique" la va enviar a tres missions d'ultramar, durant les quals va impartir classes de dansa i treballs de coreografia a Seül, Corea del Sud, a Montevideo, Uruguai i a Asunción, Paraguai. Després va tornar a França, treballant de nou amb Roland Petit, exercint com a mestressa del ballet nacional de Marsella el 1997 i el 1998.
L'1 de juliol de 1999 va acceptar un nomenament temporal com a directora artística del Ballet de Lorena, en substitució de Pierre Lacotte, que havia tornat al Ballet de l'Opera de París. Prop del seu vuitantè aniversari, va exercir aquest càrrec durant un període provisional d'un any.

## Premis i honors
Per la seva tasca d'inspectora general de projectes de dansa al Ministeri de Cultura, Adret va ser consellera a l'Ordre des Arts et des Lettres el 1983. En reconeixement del seu paper en el desenvolupament de la dansa contemporània a França, va rebre el Gran Premi Nacional de la Dansa el 1987, i el 1994 va ser nomenada com a chevalier a l'Ordre Nacional de la Légion d'Honneur.

## Llegat
Dona petita (baixeta), enèrgica i amb un enginy escumós, es va reconèixer a Adret com una figura incontestable ("persona imprescindible") en la dansa francesa del segle xx. Va ser lloada per la seva tasca com a pedagoga i molt admirada per la seva visió artística única, cosa que li va permetre compatibilitzar les seves obres de dansa a l'avantguarda de la modernitat amb el clàssic repertori de ballets d'antany.